# Au Sable (Nowy Jork)
Au Sable – miasto w Stanach Zjednoczonych, w stanie Nowy Jork, w hrabstwie Clinton.